# Schweizer SGS 2-25
Schweizer SGS 2-25 là một loại tàu lượn 2 chỗ của Hoa Kỳ, do hãng Schweizer Aircraft ở Elmira, New York chế tạo.

## Tính năng kỹ chiến thuật
Dữ liệu lấy từ Jane's All The World's Aircraft 1961–62
Đặc điểm tổng quát
- Kíp lái: 2
- Chiều dài: 60 ft  in (18.3 m)
- Sải cánh: 60 ft 0 in (18.29 m)
- Diện tích cánh: 231 ft2 (21.5 m2)
- Tỉ số mặt cắt: 15.6:1
- Kết cấu dạng cánh: NACA 43012A ở gốc, NACA 23009 ở đầu
- Trọng lượng rỗng: 732 lb (332 kg)
- Trọng lượng có tải: 1.118 lb (507 kg)

Hiệu suất bay
- Vận tốc cực đại: 134 mph (215 km/h)
- Hệ số bay lướt dài cực đại: 30:1 ở vận tốc 46 mph (74 km/h)
- Vận tốc xuống: 132 ft/min (0,67 m/s)